# Roger Cortet
Roger Cortet, né en 1910 à Itxassou, dans le Pays basque, et mort en 1978 à Istanbul, en Turquie, est flûtiste, professeur de flûte au conservatoire national de Paris entre 1942 et 1953 et peintre. 

## Discographie
- Le rossignol en amour, de François Couperin, flûte, 1940[4]
- Concertos brandebourgeois de Johann Sebastian Bach, Alfred Cortot (piano), Jacques Thibaud (violon), Roger Cortet (flute), EMI[5]